# Єрмоленко Сергій Вікторович
Сергій Вікторович Єрмоленко — солдат Збройних Сил України, учасник російсько-української війни, що загинув у ході російського вторгнення в Україну в 2022 році.

## Життєпис
Народився 22 червня 1982 року.
Солдат, військовослужбовець підрозділу Збройних Сил України, 10 окрема гірсько-штурмова бригада "Едельвейс".
15 березня 2022 року загинув в боях з агресором в ході відбиття російського вторгнення в Україну в селі Загальці на Київщині.

## Нагороди
- орден За мужність III ступеня (2022, посмертно) — за особисту мужність і самовіддані дії, виявлені у захисті державного суверенітету та територіальної цілісності України, вірність військовій присязі.